# Peligroso
Peligroso är en udde i Antarktis. Den ligger i Sydshetlandsöarna. Argentina, Chile och Storbritannien gör anspråk på området.
Terrängen inåt land är platt österut, men åt sydost är den kuperad. Havet är nära Peligroso norrut. Trakten är obefolkad. Det finns inga samhällen i närheten. 